# Дабл-Оук (Техас)
Дабл-Оук (англ. Double Oak) — місто (англ. town) в США, в окрузі Дентон штату Техас. Населення — 3054 особи (2020).

## Географія
Дабл-Оук розташований за координатами 33°3′45″ пн. ш. 97°6′26″ зх. д. / 33.06250° пн. ш. 97.10722° зх. д. (33.062490, -97.107358).  За даними Бюро перепису населення США в 2010 році місто мало площу 6,42 км², з яких 6,32 км² — суходіл та 0,09 км² — водойми.

## Демографія
Згідно з переписом 2010 року, у місті мешкало 2867 осіб у 956 домогосподарствах у складі 859 родин. Густота населення становила 447 осіб/км².  Було 978 помешкань (152/км²).
Расовий склад населення:
| - 93,2 % — білих - 1,6 % — корінних американців - 1,4 % — чорних або афроамериканців - 1,2 % — азіатів - 1,3 % — осіб інших рас |

До двох чи більше рас належало 1,3 %. Частка іспаномовних становила 5,5 % від усіх жителів.
За віковим діапазоном населення розподілялося таким чином: 26,3 % — особи молодші 18 років, 63,7 % — особи у віці 18—64 років, 10,0 % — особи у віці 65 років та старші. Медіана віку мешканця становила 44,8 року. На 100 осіб жіночої статі у місті припадало 98,7 чоловіків;  на 100 жінок у віці від 18 років та старших — 97,8 чоловіків також старших 18 років.
Середній дохід на одне домашнє господарство  становив 168 845 доларів США (медіана — 136 500), а середній дохід на одну сім'ю — 173 701 долар (медіана — 140 645). Медіана доходів становила 103 750 доларів для чоловіків та 56 696 доларів для жінок. За межею бідності перебувало 3,9 % осіб, у тому числі 6,4 % дітей у віці до 18 років та 0,0 % осіб у віці 65 років та старших.
Цивільне працевлаштоване населення становило 1482 особи. Основні галузі зайнятості: освіта, охорона здоров'я та соціальна допомога — 17,3 %, науковці, спеціалісти, менеджери — 13,0 %, виробництво — 12,0 %, роздрібна торгівля — 11,9 %.